# Gymnosporia arbutifolia
Gymnosporia arbutifolia är en benvedsväxtart. Gymnosporia arbutifolia ingår i släktet Gymnosporia och familjen Celastraceae.

## Underarter
Arten delas in i följande underarter:
- G. a. arbutifolia
- G. a. sidamoensis